# Jukgok-myeon
Jukgok-myeon (koreanska: 죽곡면) är en socken i kommunen Gokseong-gun i provinsen Södra Jeolla i den södra delen av Sydkorea, 270 km söder om huvudstaden Seoul.